# Fabienne Thoma
Fabienne Thoma (* 1986) ist ein Schweizer Unihockeyspielerin, die beim Nationalliga-A-Verein Floorball Riders Dürnten-Bubikon-Rüti unter Vertrag steht.

## Karriere
Thoma debütierte 2007 in der ersten Mannschaft der Floorball Riders in der Nationalliga B. 2021 beendete Thoma ihre Karriere.